# Moderatos von Gades
Moderatos von Gades (altgriechisch Μοδέρατος Modératos, lateinisch Moderatus) war ein antiker Philosoph. Er war in der zweiten Hälfte des 1. Jahrhunderts tätig und gehörte zur Richtung der Neupythagoreer. In der Ontologie nahm er Gedanken vorweg, die später von Plotin ausgearbeitet wurden und daher als spezifisch neuplatonisch gelten.

## Leben
Moderatos stammte aus Gades, dem heutigen Cádiz in Andalusien. Vermutlich war er ein Verwandter des Schriftstellers Columella (Lucius Iunius Moderatus Columella), der dasselbe Cognomen trug und ebenfalls Gaditaner war. Über sein Leben ist fast nichts bekannt. Den einzigen konkreten Anhaltspunkt liefert Plutarch, der berichtet, dass ein aus Etrurien stammender Schüler des Moderatos namens Lucius an einem Gastmahl teilnahm, das Sextius Sulla, ein Freund Plutarchs, veranstaltete, als Plutarch nach langer Abwesenheit nach Rom zurückkehrte. Da das Gastmahl in den neunziger Jahren des 1. Jahrhunderts n. Chr. stattfand, ist davon auszugehen, dass die Lehrtätigkeit des Moderatos in die zweite Hälfte des 1. Jahrhunderts fällt. Anscheinend lebte er zumindest zeitweilig in Rom.
Der Schilderung Plutarchs zufolge hielt sich Lucius an die Regeln der pythagoreischen Lebensweise, legte also Wert auf die Praxis einer an philosophischen Zielen orientierten Lebensführung. Ob dies auf den Einfluss seines Lehrers Moderatos zurückzuführen ist und somit einen Rückschluss auf dessen Haltung gestattet, ist unklar.

## Verlorene Werke und ihre Rezeption
Die Schriften des Moderatos sind bis auf Fragmente verloren. Der Neuplatoniker Porphyrios zitiert oder paraphrasiert in seiner Lebensbeschreibung des Pythagoras eine Passage aus einem Werk des Moderatos, in dem Lehrmeinungen der Pythagoreer zusammengestellt waren, die anscheinend in erster Linie die pythagoreische Zahlenlehre betrafen. Unsicher ist, ob diese Schrift aus zehn oder elf Büchern bestand. Wohl aus ihr stammt ein Moderatos-Fragment, das der Neuplatoniker Simplikios überliefert, der es einer verlorenen Abhandlung des Porphyrios über die Materie entnommen hat. Zwei Fragmente über die Zahlenlehre überliefert der spätantike Gelehrte Johannes Stobaios. Der oströmische Autor Stephanos von Byzanz erwähnt eine Schrift „Pythagoreische Vorträge“ in fünf Büchern, die Moderatos verfasst habe. Der Neuplatoniker Iamblichos berichtet von einer Lehrmeinung des Moderatos über die Seele; auf welches Werk er sich dabei bezieht, ist unbekannt. Auch die Neuplatoniker Syrianos und Proklos erwähnen Ansichten des Moderatos. Der Kirchenvater Hieronymus nennt ihn einen hervorragenden Schriftsteller (virum eloquentissimum), den Iamblichos nachgeahmt habe.

## Lehre
Eine Schwierigkeit bei der Bestimmung der Lehrmeinungen des Moderatos ergibt sich daraus, dass Porphyrios, der in seiner Lebensbeschreibung des Pythagoras einen Text des Moderatos zitiert oder paraphrasiert, nicht angibt, wo genau bei ihm die Wiedergabe von Ausführungen des Moderatos beginnt und endet. Ein weiteres Problem besteht darin, dass Porphyrios einzelne Textstücke eingefügt oder geändert haben kann, so dass damit zu rechnen ist, dass in seiner Darstellung die Denkweise und Terminologie des Moderatos „neuplatonischer“ wirkt als sie tatsächlich war. Je nachdem, wie viel von dem bei Porphyrios überlieferten Text man Moderatos zuschreibt, ändert sich das Bild, das sich von dessen Philosophie ergibt. So ist unklar und in der Forschung umstritten, ob Porphyrios seine Darstellung einer Meinung von Pythagoreern über das Verhältnis späterer Philosophen zu den pythagoreischen Lehren einer Schrift des Moderatos entnommen hat. Nach dieser von Porphyrios mitgeteilten Ansicht, die nach Auffassung einiger Forscher dem Standpunkt des Moderatos entspricht, sind die wesentlichen Errungenschaften der griechischen Philosophie Pythagoras zu verdanken. Spätere Philosophen wie Platon, die Platoniker Speusippos und Xenokrates sowie Aristoteles und Aristoxenos hätten nicht mehr geleistet, als sich die fruchtbaren Inhalte der pythagoreischen Lehre anzueignen, wobei sie nur geringfügige Änderungen vorgenommen hätten. Von all demjenigen hingegen, was in der pythagoreischen Tradition fragwürdig und angreifbar erscheinen konnte, hätten sie sich distanziert, indem sie es als das spezifisch pythagoreische Gedankengut ausgaben. Zu dieser Vorstellung von der Philosophiegeschichte gelangte Moderatos wohl dadurch, dass er pseudepigraphe pythagoreische Traktate las, in denen er platonisches und aristotelisches Gedankengut fand. Er hielt diese Schriften irrtümlich für authentische Werke von Pythagoreern, die vor Platon gelebt hatten, und folgerte, die Pythagoreer der Frühzeit hätten die in Platons Dialogen dargelegten philosophischen Einsichten schon besessen.
Moderatos fasste die pythagoreische Zahlenlehre als Versuch auf, Aussagen über metaphysische Gegebenheiten aus didaktischem Grund in eine eingängige Sprache zu kleiden. Die Funktion der Zahlen in den Darlegungen der Pythagoreer entspreche derjenigen gezeichneter Figuren in der Geometrie; so wie die Zeichnungen nicht selbst die geometrischen Figuren sind, sondern diese nur veranschaulichen, so seien die Zahlen für die Pythagoreer Hilfsmittel und Sinnbilder, die das Gemeinte, verbal schlecht Ausdrückbare verständlich machen sollen. So stehe die Eins für das Prinzip der ewigen Einheit und Gleichheit, des Fortbestands des stets mit sich selbst Identischen. Sie deute auf die wesensmäßige Zusammengehörigkeit aller Dinge, die sich aus deren gemeinsamem Ursprung ergebe. Die Zweiheit sei das Prinzip der Verschiedenartigkeit und Ungleichheit, der teilbaren Dinge und des in ständigem Wandel Begriffenen. Die Drei drücke das Wesen von etwas aus, was einen Anfang, eine Mitte und ein Ende habe und sich damit als vollendet erweise. Auf diese Weise könne man auch die übrigen Zahlen bis zur Zehn, der vollkommensten Zahl, deuten.
Unsicher ist, ob eine weitere Passage bei Porphyrios ebenfalls auf Ausführungen des Moderatos fußt. Dort wird berichtet, Pythagoras habe seinen Schülern einen Weg zur Glückseligkeit gezeigt, indem er sie in kleinen Schritten von der Befassung mit Materiellem und Vergänglichem zur Betrachtung des Unkörperlichen, Unvergänglichen und Wirklichen hingeführt habe.
Der Neuplatoniker Simplikios berichtet von einer metaphysischen Lehre des Moderatos, die er aus einer Abhandlung des Porphyrios kennt. In diesem System bezeichnet der Begriff „das Eine“ auf drei verschiedenen ontologischen Ebenen drei unterschiedliche Gegebenheiten. Auf der höchsten Ebene ist das Eine überseiend, also jenseits des Bereichs der seienden Dinge und der Substanz. Darunter befindet sich eine Ebene, auf der „das Eine“ für das wahre Sein oder die Welt der (platonischen) Ideen steht; das ist das intelligible Eine. Darunter folgt eine dritte Ebene, diejenige eines seelischen „Einen“, das einerseits am ersten und am zweiten Einen Anteil hat und andererseits den Ausgangspunkt für das Dasein der sinnlich wahrnehmbaren Dinge bildet. Das Eine – es ist unsicher, welches Eine gemeint ist – enthält das Prinzip der an sich leeren, form- und gestaltlosen Quantität, deren Dasein dadurch ermöglicht wird, dass das Eine sich seiner eigenen Prinzipien und Formen entäußert. Die Quantität ist somit negativ gedacht, sie verdankt ihre Existenz dem Umstand, dass ein Logos aller seiner Inhalte beraubt wird. Den Sinnesobjekten billigt Moderatos ausdrücklich keine Teilhabe am überseienden Einen und an der intelligiblen Welt zu, sondern betrachtet sie nur als Widerspiegelung der Ideen. Die materielle Welt ist vom Guten weit entfernt und erscheint Moderatos daher als schlecht. Ihre Schlechtigkeit ist aber nicht absolut, denn ihr sind durch die ordnenden Gesetzmäßigkeiten, denen sie unterliegt, Grenzen gesetzt, sie ist mathematisch strukturiert und damit dem Einfluss des Guten nicht gänzlich entzogen.
Offenbar ist diese Lehre von dem unechten zweiten der Platon zugeschriebenen Briefe beeinflusst. In einer 1928 erschienenen Untersuchung hat Eric Robertson Dodds seine Hypothese vorgetragen, wonach das ontologische Modell des Moderatos das Ergebnis einer metaphysischen Interpretation von Ausführungen in Platons Dialog Parmenides ist und die neupythagoreische Metaphysik Elemente des neuplatonischen Denkens (insbesondere der neuplatonischen Parmenides-Deutung) vorwegnimmt. Diese Auffassung hat in der Forschung Anklang gefunden, obwohl die von Simplikios überlieferten Formulierungen möglicherweise zum Teil nicht von Moderatos, sondern von dem Berichterstatter Porphyrios stammen und dessen neuplatonische Vorstellungen spiegeln. Inwieweit Moderatos als Vorläufer von Plotins Neuplatonismus zu betrachten ist, ist strittig.
In seiner Auffassung von der Seele folgte Moderatos einer Richtung, welche die Seele im Rahmen der Zahlenlehre definierte und ihre Funktion als die eines zwischen unterschiedlichen Elementen Harmonie erzeugenden Faktors beschrieb. Dieser Ansatz war aus seiner Sicht mit der für die Neupythagoreer selbstverständlichen Lehre von der Unsterblichkeit der Seele vereinbar.